# كونت فنرينج
كونت هاسيمير فنرينج (بالإنجليزية: Count Hasimir Fenring) هو شخصية خيالية من سلسلة فرنشايز كثيب التي ألَّفها فرانك هربرت. ظهر بشكل أساسي في رواية كثيب التي صدرت عام 1965 وهو أيضًا شخصية رئيسية في ثلاثية بادئة سلسلة كثيب التمهيدية (1999–2001) التي كتبها برايان هربرت وكيفن ج. أندرسون. ظهر لاحقًا في رواية بول كثيب التي صدرت عام 2008، وثلاثية كلادان (2020–2022).
فنرينج هو الصديق القديم والمستشار للإمبراطور باديشاه شادام الرابع، وهو مقاتل هائل. يعمل كوكيل أو مبعوث أو قاتل لشادام حسب الضرورة. فنرينج متزوج من البِني جيسيرت ليدي مارجوت.